# Loggia del Mercato Nuovo
La Loggia del Mercato nuovo est un lieu populaire de  la ville de Florence, ainsi appelée pour la distinguer du Mercato Vecchio (Vieux marché), qui était situé sur l'emplacement  de la récente Piazza della Repubblica avant son aménagement du XIXe siècle. Elle est appelée aussi  Loggia del Porcellino pour une sculpture de Pietro Tacca représentant un sanglier pour une fontaine.
Contrairement au principe architectural habituel des loggias, ses quatre faces sont ouvertes et elle n'est pas adossée à un autre bâtiment.

## Histoire
La loggia fut construite autour de la moitié du Cinquecento au cœur de la ville,  non loin du Ponte Vecchio par Giovanni Battista del Tasso entre 1547 et 1551. Destinée à l'origine à la vente de soies et d'objets précieux, elle est aujourd'hui plus fournie en maroquinerie et souvenirs. Dans les niches des piliers d'encoignure devaient être placées des statues de florentins illustres, mais seulement trois furent réalisés dans le cours du XVIIIe siècle : celles de Michele di Lando, de Giovanni Villani et de Bernardo Cennini.
La principale attraction de la loggia est la Fontana del Porcellino, en réalité une copie d'une statue en bronze d'un sanglier du XVIIe siècle de Pietro Tacca, dont l'original se trouve au Musée Bardini. C'est une copie d'une sculpture hellénistique conservée aux Uffizi. La tradition populaire veut qu'il porte chance quand on lui touche le nez et qu'on lui glisse une pièce de monnaie dans la bouche. Aussi son groin est-il toujours luisant et très usé.
Une autre curiosité du lieu est la prétendue pierre du scandale, un rond de marbre bicolore posé au centre de la loggia qui est visible seulement lorsqu'il n'y a pas d'étalages. Cette pierre marquait le point où étaient punis les débiteurs insolvables dans la Florence de la Renaissance. La punition consistait en l'enchaînement des mauvais payeurs avec des fessées pantalons baissés sur la pierre. De cet usage humiliant seraient nés des usages populaires comme être avec le cul à terre ou, peut-être, l'expression sculo dans le sens de malchance,  équivalente à Pas de bol ! ou Pas de pot !

## galerie

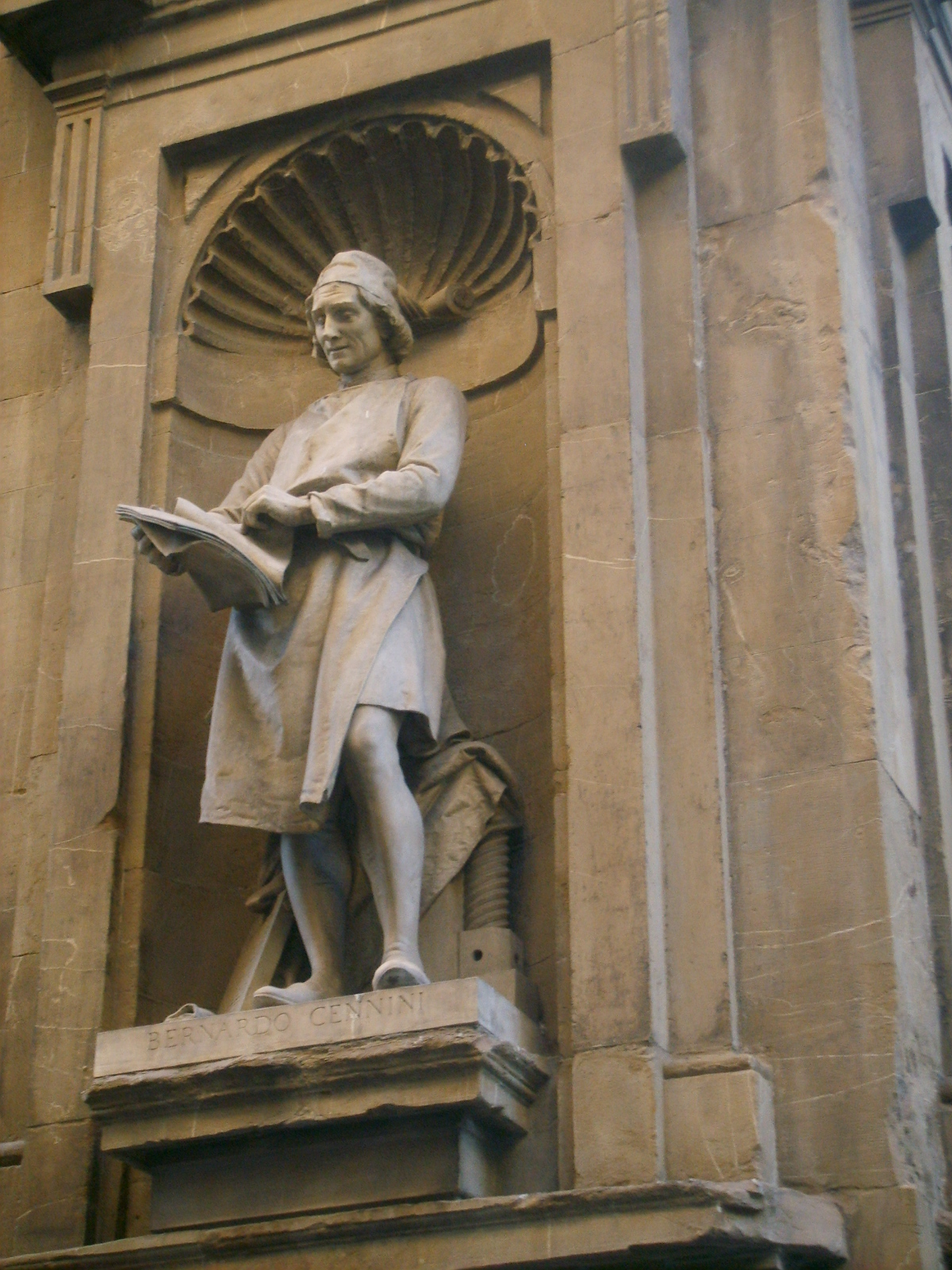
Statue de Bernardo Cennini
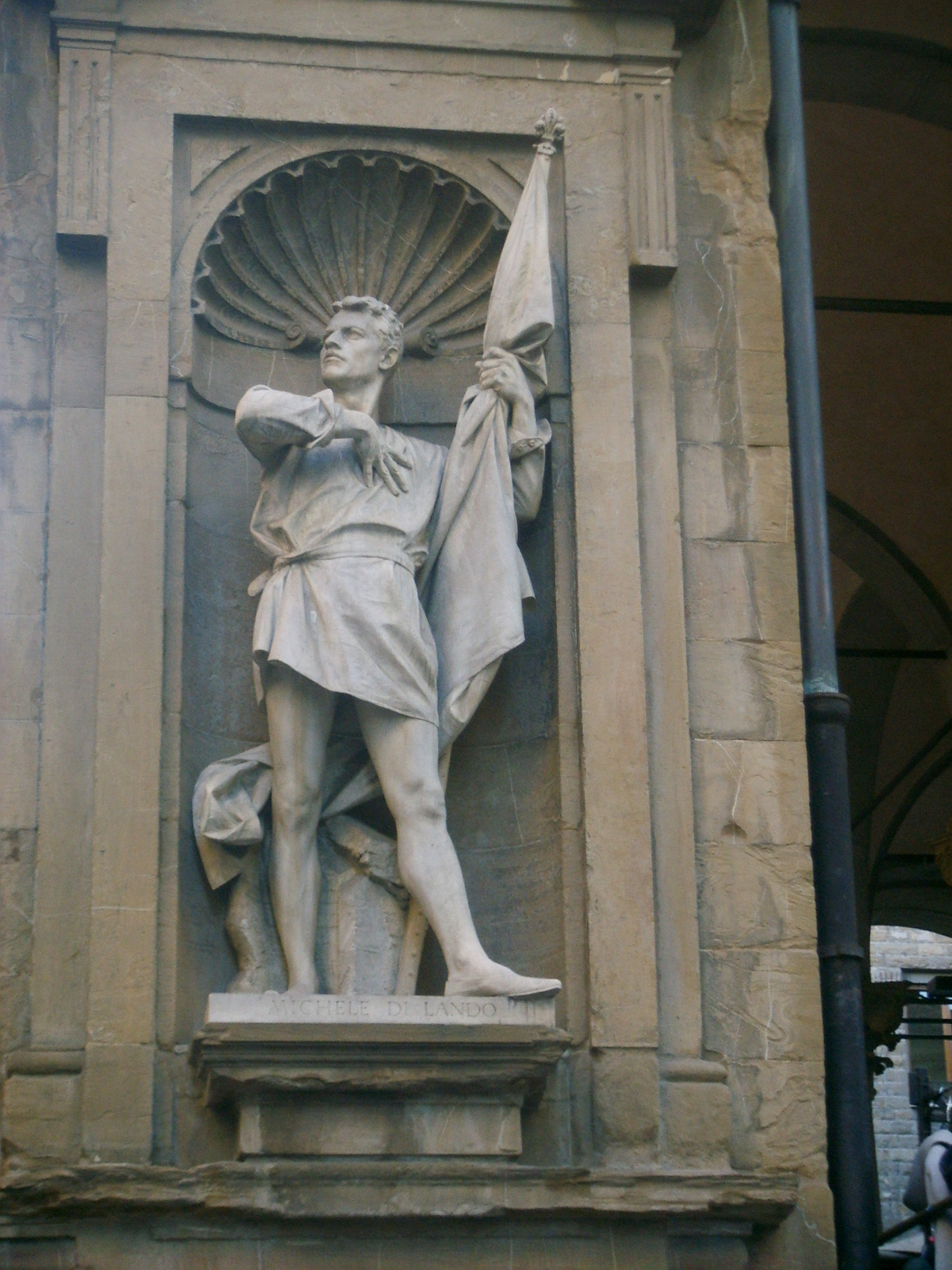
Statue de Michele di Lando
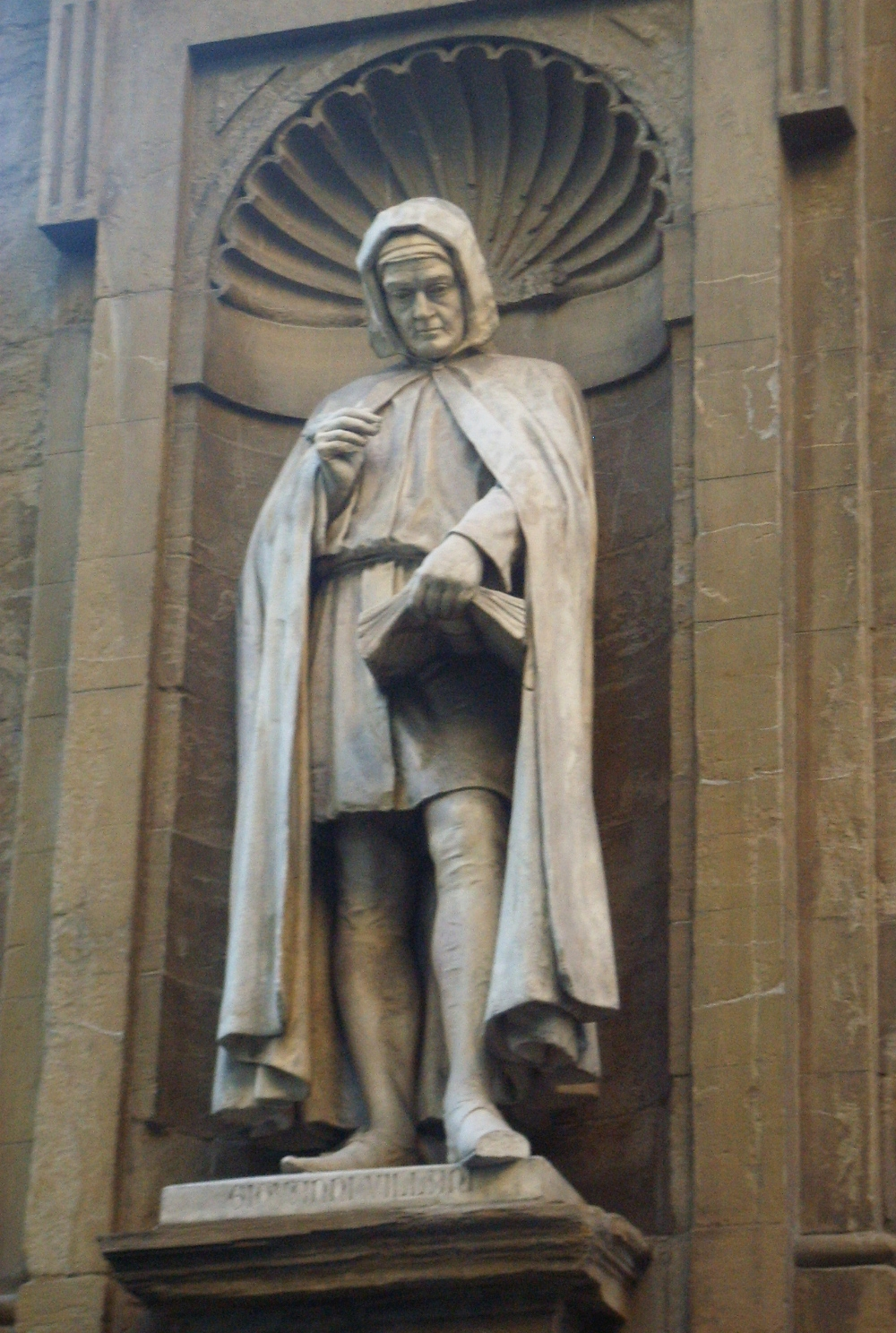
La statue de Giovanni Villani
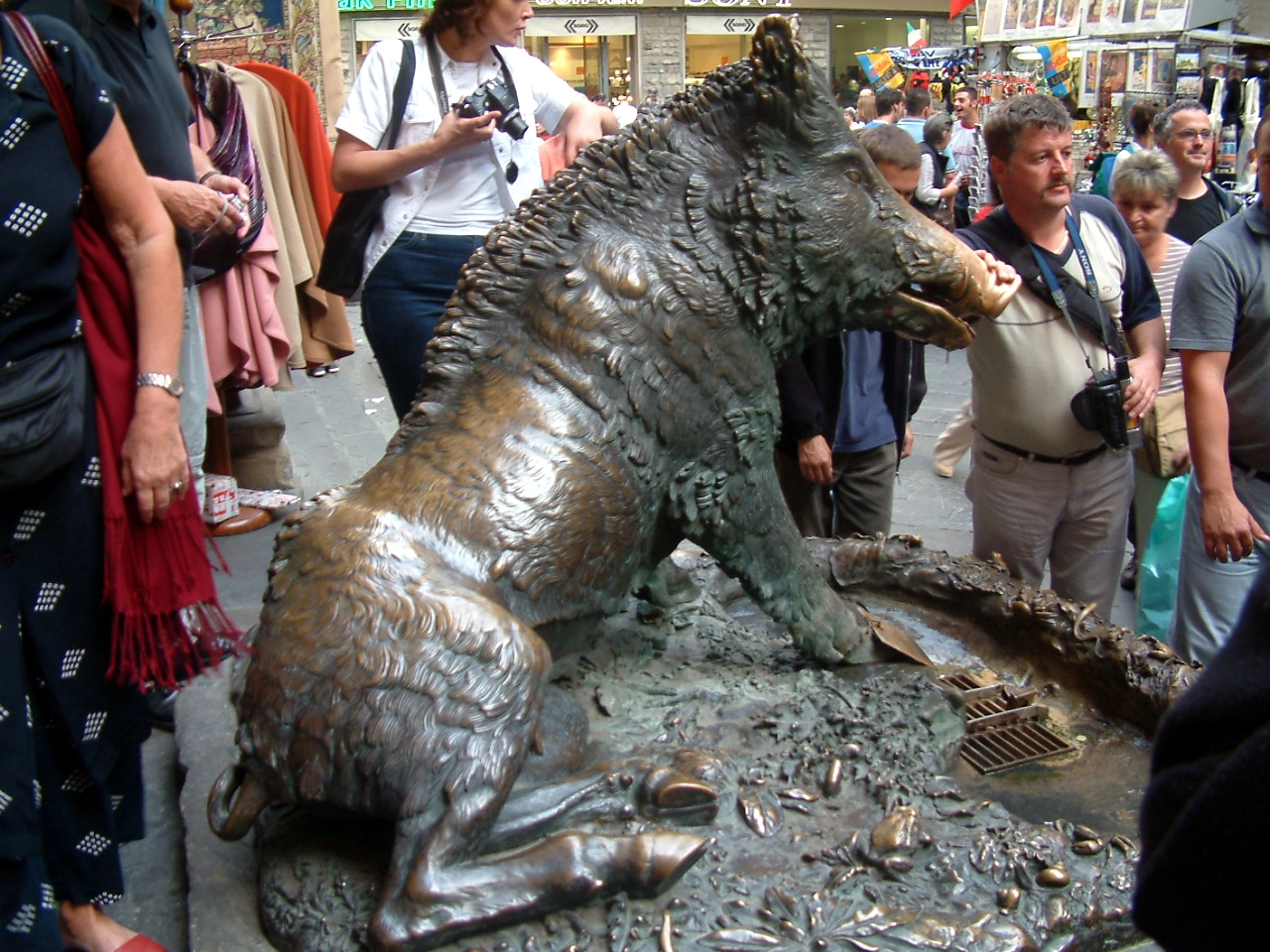
Il Porcellino
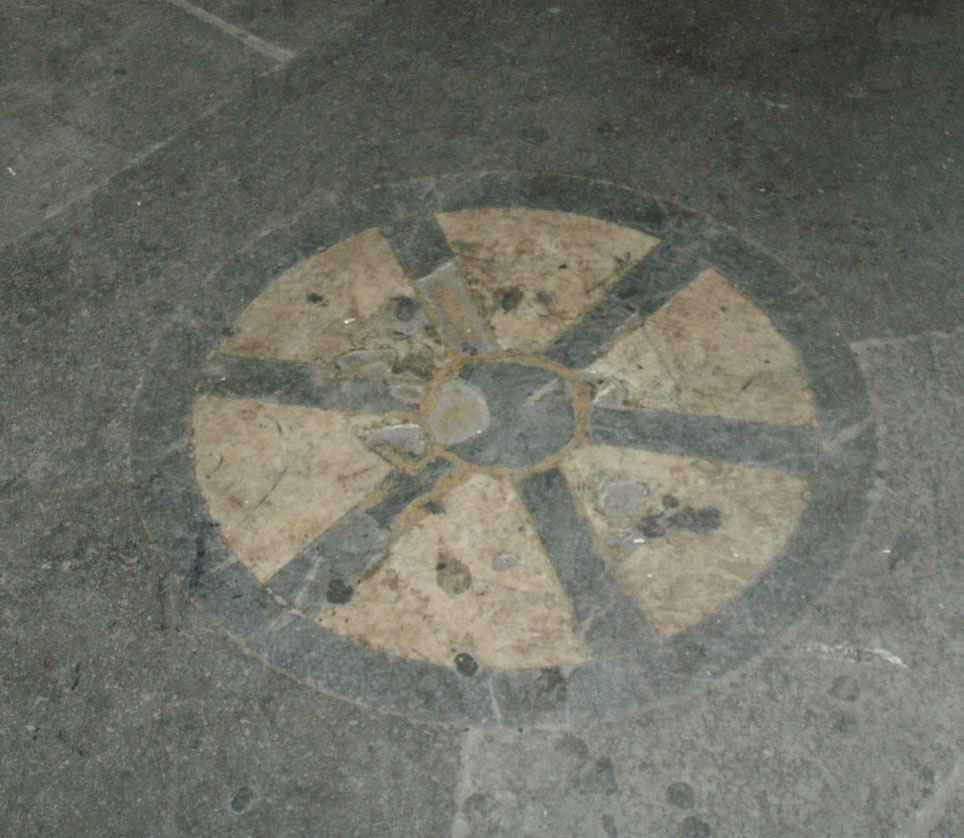
La pietra dello scandalo